# Danny Lohner
 (octobre 2012).
Si vous disposez d'ouvrages ou d'articles de référence ou si vous connaissez des sites web de qualité traitant du thème abordé ici, merci de compléter l'article en donnant les références utiles à sa vérifiabilité et en les liant à la section « Notes et références ».
Danny Lohner, plus connu sous le nom de Renholdër, est un musicien de rock américain né le 13 décembre 1970 à Corpus Christi au Texas.

## Biographie
Il a été membre du groupe de rock industriel Nine Inch Nails en tant que bassiste le temps de trois albums, groupe qu'il a quitté en 2001. Il est également apparu avec le groupe de rock alternatif A Perfect Circle. Il a également fait partie des candidats que le groupe Metallica a auditionné début 2003, à la suite du départ de Jason Newsted.